# Apanteles eucalypti
Apanteles eucalypti är en stekelart som först beskrevs av Austin och Allen 1989.  Apanteles eucalypti ingår i släktet Apanteles och familjen bracksteklar. Inga underarter finns listade i Catalogue of Life.